# Orosei
Orosei (sardinski: Orosèi) je grad i općina (comune) u pokrajini Nuoru u regiji Sardiniji, Italija. Nalazi se na nadmorskoj visini od 19 metara i ima 7 034 stanovnika.
 Prostire se na 91,00 km². Gustoća naseljenosti je 77 st/km².
Susjedne općine su: Dorgali, Galtellì, Onifai i Siniscola.